# Павел (Гаврилов)
Епископ Павел (в миру Пётр Алексе́евич Гаври́лов; 1866, Курская губерния — 10 апреля 1933, Чикаго) — епископ Северо-Американской митрополии, епископ Чикагский.

## Биография
Учился в Курской духовной семинарии, где был сверстником и соучеником будущего митрополита Платона (Рождественского). В 1887 году окончил семинарию со званием студента.
В октябре того же года был рукоположён во диакона, а в 1889 году — во священника к Преображенской церкви села Мазеповки. Здесь он открыл две церковно-приходские школы в которых состоял законоучителем и учителем.

### Служение в Рыльске
В 1901 году был перемещён настоятелем в Покровский храм города Рыльска. Одновременно он занимал несколько должностей: состоял 8 лет сряду членом правления Рыльских духовных училища и семинарии, 12 лет — членом ревизионного комитета епархиального свечного завода, 7 лет — законоучителем образцового двухклассного училища, 8 лет — окружным миссионером, 11 лет — уездным наблюдателем церковно-приходских школ. В то же время 11 лет он состоял гласным рыльской земской и городской управы, 6 лет — представителем рыльского отделения Курского епархиального училищного совета. В этот период был возведён в сан протоиерея.
C 1917 по 1920 год был настоятелем Рыльского Скорбященского храма при земской больнице. В то время отец Петр овдовел.

### Эмиграция
Ушёл вместе с отступавшими белыми войсками и беженцами вначале на Юг России, а затем в Югославию, где состоял в клире Русской Зарубежной Церкви. Переехал в Иерусалим, где состоял старшим членом Русской Духовной Миссии.
Командированный в Иерусалим епископа Аполлинарий (Кошевой) в своём рапорте предлагал назначить протоиерея Петра Гаврилова начальником Русской духовной миссии в Иерусалиме после пострижения его в монашество, но Временный Архиерейский Синод Русской Православной Церкви Заграницей постановил: «Не признавая возможным назначение протоиерея Гаврилова на должность Начальника миссии, хотя бы с пострижением в монашество, в виду того, что на должность Начальника духовной миссии назначаются монашествующие лица с высшим богословским образованием и главным образом в виду того, что протоиерей Гаврилов явился бы новичком в монашеской жизни и не мог бы быть духовным руководителем в монашеской жизни духовной миссии и подведомых ей монастырей и обителей…».

### Священническое служение в США
В декабре 1922 года он был командирован в Америку для сбора пожертвований для Миссии, что и выполнил. Отослав собранные деньги на Святую Землю, по усиленной просьбе митрополита Северо-Американского Платона он остался в Америке и был назначен в Детройт к Всехсвятской церкви, куда прибыл в августе 1923 года. Одновременно назначен местным благочинным, в каковом качестве оставался до 1928 года.
Тактичный, миролюбивый, искренний и справедливый отец Петр, к тому же бывший прекрасным проповедником, завоевал себе расположение русских людей в Детройте. В то время по сути прихода в Детройте не было, а были две группы — «церковников» и «большевиствующих» — боровшихся за право на храм и церковное имущество. Отцу Петру быстро удалось наладить приходскую жизнь замирив их через компромисс на общем собрании верующих. Тогда же по благословению митрополита Платона храм стал именоваться собором. Прихожане ревностно принялись за восстановление церковной жизни и в течение нескольких лет немалый приходской долг в 21 000 долларов понизился на несколько тысяч, были приобретены многие предметы церковной утвари.
В 1924—1925 году во Всехсвятском соборе имел свою кафедру первый епископ Детройтский Аполлинарий (Кошевой), что привлекло в приход ещё больше народа, но вновь возбудило разделения на политической почве. Вскоре владыка Аполиннарий был переведён в Сан-Франциско, недовольные оставили приход, но оставшиеся смогли сохранить церковную жизнь под водительством отца Петра, и Детройтский приход сделался одним из образцовых приходов Американской митрополии.
В 1939 году о нём так свидетельствовал отец Иоанн Чепелев:

Протоиерей П[етр] Гаврилов вдохнул в приход дух любви, мира и предприимчивости. И сам первый являл пример пастыря неленостного. При нём долги церковные стали быстро уменьшаться, благолепие богослужений влекло к нему народ, потекли щедрые жертвы на храм, и ко времени отъезда о. Петра Гаврилова, уже в сане Епископа Павла, в Чикаго долг церкви нашей уменьшился почти на десять тысяч долларов. Еп. Павел и в настоящее время жив в памяти благодарных прихожан, что ими о отмечено сооружением в память его прекрасного образа Свв. Апостолов Петра и Павла.
28 августа 1928 года митрополитом Платоном (Рождественским) в Тихоновском монастыре в Саут-Кейнане был пострижен в монашество с наречением имени Павел. 29 августа был возведён в сан архимандрита.

### Епископ
30 декабря того же года в Детройтском Всехсвятском соборе хиротонисан во епископа Детройтского. Хиротонию возглавил митрополит Платон (Рождественский). 7 февраля 1929 года Архиерейский Синод РПЦЗ постановил: «Протоиерея Гаврилова как посвящённого без согласия и удостоверения Собора Архиереев и Архиерейского Собора Русской Православной Церкви заграницей и притом запрещёнными в священнослужении иерархами <…>, не считать каноническим епископом и в состав Русской Заграничной Церкви не включать».
При нём был произведён ремонт собора и приходского дома, внутри храма сделана иконописная роспись.
В 1932 году ездил на Аляску на поклонение Ситкинской иконе Божией Матери.
В ноябре 1932 года был вызван в Нью-Йорк и 12 декабря 1932 года назначен епископом Чикагским с местопребыванием в Чикагском кафедральном соборе.
Вскоре он занемог, слёг в постель, и в Великий Понедельник на Страстной седмице, 10 апреля 1933 года, скончался в Чикаго на 67-м году жизни.
Погребён 19 апреля 1933 года в Свято-Тихоновском монастыре (штат Пенсильвания).